# Río Dahme

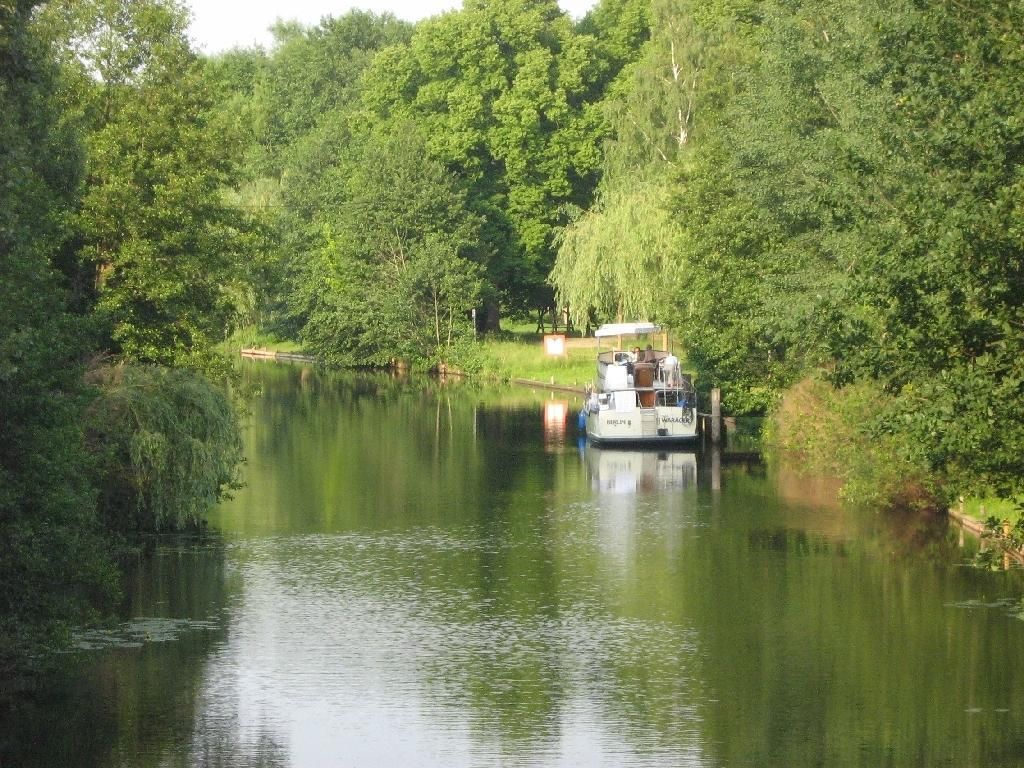
Río Dahme.

El Dahme es un río que fluye a través de los estados de Brandenburgo y Berlín en Alemania. Se trata de un afluente de la margen izquierda del río Spree y es de aproximadamente 95 kilómetros de longitud.

## Navegación
El Dahme es navegable desde la ciudad de Märkisch Buchholz, aunque anteriormente es poco profundo y generalmente sólo se usa por las embarcaciones de recreo. Las canoas y embarcaciones similares pueden pasar por encima de un vertedero cerca de Märkisch Buchholz y entrar en un canal que es entonces navegable hasta su unión con el río Spree. 
Los Oder-Spree tienen vínculos con el Canal Seddinsee cerca Schmöckwitz, con el río Oder, en Eisenhüttenstadt, proporcionando así una conexión navegable entre Berlín y el Oder, y por lo tanto a Polonia. El Canal de Gosen también vincula la Sedinsee con el Spree, y por lo tanto proporciona una ruta más corta para el tráfico que viene río abajo.